# Prix Richard-Arès
Pour les articles homonymes, voir Arès (homonymie) et Richard Arès.
Le prix Richard-Arès est un prix littéraire québécois décerné à l'auteur d'un essai publié au Québec et qui témoigne d'un engagement à éclairer les québécois sur les grandes questions d'intérêt national. Il est remis annuellement par la Ligue d'action nationale depuis 1991. Ce prix a été créé en hommage au père Richard Arès.
La création de ce prix a pour objectifs essentiels de promouvoir la culture nationale en encourageant l'expression de la pensée.

## Lauréats
- 1991 - Paul-Émile Roy, L'éducation une révolution avortée
- 1992 - Claude Corbo, Mon appartenance
- 1993 - Jean Lamarre, Le devenir de la nation québécoise
- 1994 - Alain-G. Gagnon, Québec : État et société
- 1995 - Pierre Paquette, Un Québec pour l'emploi
- 1996 - Gilles Bourque et Jules Duchastel, L'identité fragmentée
- 1997 - Michael Keating, Les défis du nationalisme moderne : Québec, Catalogne, Écosse
- 1998 - Claude Bariteau, Québec 18 septembre 2001
- 1999 - Louis Balthazar et Alfred O. Hero, Le Québec et l'espace américain
- 2000 - Yvan Lamonde, Histoire des idées sociales au Québec, 1760-1896
- 2001 - Michel Seymour, Le pari de la démesure. L'intransigeance canadienne face au Québec
- 2002
  - Joseph Yvon Thériault, Critique de l'américanité
  - Jacques Beauchemin, L'histoire en trop
- 2003 - Anne Legaré, Le Québec otage de ses alliés
- 2004 - Pierre Duchesne, Jacques Parizeau : Le Régent (1985-1995)
- 2005 - Eugénie Brouillet, La négation de la nation
- 2006 - Benoît Melançon, Les yeux de Maurice Richard
- 2007 - Jean-Claude Corbeil, L'embarras des langues
- 2008 - Alain Deneault (avec Delphine Abadie et William Sacher), Noir Canada. Pillage, corruption et criminalité en Afrique
- 2009 - Jacques Parizeau, La souveraineté du Québec. Hier, aujourd’hui et demain
- 2010 - Jean-François Nadeau, Adrien Arcand, führer canadien
- 2011
  - Benoît Dubreuil et Guillaume Marois, Le remède imaginaire. Pourquoi l'immigration ne sauvera pas le Québec
  - Éric Bédard, Recours aux sources
- 2012 - Marc Chevrier, La république québécoise. Hommages à une idée suspecte
- 2013 - Frédéric Bastien, La bataille de Londres: dessous, secrets et coulisses du rapatriement
- 2014
  - Serge Cantin, La souveraineté dans l'impasse
  - James Jackson, L'émeute inventée
- 2015 - Claude Cardinal, Une histoire du RIN
- 2016 - Guillaume Rousseau, L’État-nation face aux régions : Une histoire comparée du Québec et de la France
- 2017 - Serge Dupuis, Le Canada français devant la francophonie mondiale
- 2018 - Rodrigue Tremblay, La régression tranquille du Québec, 1980-2018
- 2019 - Marc Chevrier, L’empire en marche: des peuples sans qualités, de Vienne à Ottawa[1]